# 鄧恩 (印第安納州)
鄧恩（英語：Dunn）是位於美國印第安納州本頓縣的一個非建制地區。該地的面積和人口皆未知。

## 地理
鄧恩的座標為40°33′50″N 87°27′50″W / 40.56389°N 87.46389°W，而該地的平均海拔高度為243米（即797英尺）。